# Wolfgang Immenhausen
Wolfgang Immenhausen (* 1943) ist ein deutscher Schauspieler, Galerist und Kunstexperte der Berliner Secession.

## Leben und Wirken
Wolfgang Immenhausen wuchs mit seiner Schwester auf dem Hof seines Großvaters Otto Hönicke in Berlin-Wannsee auf und besuchte dort die Dreilinden-Schule. Um den Hof des Großvaters und dessen Fourage-Betrieb inklusive einer landwirtschaftlichen Fläche von 2.500 m² übernehmen zu können, begann Immenhausen nach der 11. Klasse eine Lehre zum Landhandelskaufmann in Helmstedt. Doch nach anderthalb Jahren zog er kurz nach Paris und entschied sich dazu, die Lehre abzubrechen und Schauspieler zu werden.
Mit dem Erteilen von Tennisstunden finanzierte sich Immenhausen Schauspielunterricht bei Marlise Ludwig. Nach zwei Jahren am Thalia Theater in Hamburg kehrte er zurück nach Berlin und hatte ein Engagement bei den Wühlmäusen, um anschließend bis 1986 für 15 Jahre beim Grips-Theater mitzuwirken.
Parallel zu seiner Schauspielertätigkeit eröffnete Immenhausen 1978 im Dreiseitenhof der Familie, dessen Fourage- bzw. Pferdefutterhandlung 1977 geschlossen wurde, mit der Mutter Fourage einen Veranstaltungsort, der u. a. neben einer Bühne (Kulturscheune) auch die Galerie Mutter Fourage beherbergt. In der Galerie Mutter Fourage hat er seither über 150 Ausstellungen und in der Mutter Fourage jährlich 35 Veranstaltungen organisiert.
Er erwarb u. a. für wenig Geld Werke des seinerzeit vergessenen Wannseer Malers und Mitbegründers der Berliner Secession Philipp Franck, die heute ein Vielfaches wert sind und stellt seine Sammlung nicht nur immer wieder in der Galerie Mutter Fourage aus, sondern wie z. B. 2010 unter dem Titel „Vom Taunus zum Wannsee“ im Museum Giersch, Frankfurt (gemeinsam mit Bröhan-Museum). Er recherchierte über die Werke von Philipp Franck und veröffentlichte u. a. das maßgebliche Werkverzeichnis zu ihm. Er gilt als Experte für die Berliner Secession, besonders für deren Vertretern Philipp Franck und Max Liebermann, aber auch Emil Pottner und Franz Heckendorf.
Im August 2021 gab Wolfgang Immenhausen die Leitung der Galerie Mutter Fourage und der Kulturscheune ab, behielt aber die Leitung des Kunsthandels.
Darüber hinaus war er 1995 Initiator und Mitbegründer der Max-Liebermann-Gesellschaft. Als ihr 2. Vorsitzender sorgte er für die Gestaltung der Liebermann-Villa und die Rekultivierung ihrer Gartenanlage auf Grundlage der Skizzen und Gemälde von Liebermann. 2006 wurde diese Villa der Öffentlichkeit zugänglich gemacht. Zudem bietet Immenhausen auch Führungen durch die Villenkolonie Alsen sowie durch den Garten der Liebermann-Villa an.
Am 27. Juni 2024 wurde ihm durch den Regierende Bürgermeister von Berlin, Kai Wegner, das Verdienstkreuz am Bande der Bundesrepublik Deutschland verliehen.

## Auftritte

### Comedy- und Kabarettprogramme (Auswahl)
- 1971: Deutschland – wir kommen! (Die Wühlmäuse, gemeinsam mit Dieter Hallervorden)
- 1971: Auf Grundgesetz (Die Wühlmäuse)

### Theaterprogramm (Auswahl)
- 1976: Das hältste ja im Kopf nicht aus (Gripstheater)
- 1977: Wasser im Eimer (Gripstheater)
- 1982: Dicke Luft (Gripstheater)

### Filme
- 1965: Abel mit der Mundharmonika (Hauptdarsteller Peter)
- 1970: Drüben bei Lehmanns
- 2015: Liebermann und Van Gogh – Eine Spurensuche

## Bibliografie

### (Mit-)Herausgeberschaften
- Ein Wannsee-Bilderbuch. Zus. mit Theseus Bappert und Sabine Schneider. Edition Galerie Mutter Fourage, Berlin 1992.
- Max Liebermann in Wannsee – Glanz und Untergang einer Lebenswelt. Zur gleichnamigen Ausstellung im Sommer 1997 anläßlich des 150jährigen Geburtstages Max Liebermanns. Galerie Mutter Fourage, Berlin 1997. ISBN 978-3-00001-628-8.
- Kunst und Leben – 1909–1943, der Berliner Kunstverlag Fritz Heyder. Zus. mit Regine Reinhardt. Vacat, Berlin 2002. ISBN 978-3-93075-223-2.
- Max Liebermanns Arbeiten für den Fritz Heyder Verlag. Zus. mit Sigrid Achenbach. Vacat, Berlin 2002.
- Philipp Franck (1860–1944) – Werkverzeichnis der Gemälde. Zus. mit Almut von Treskow. Imhof, Petersberg 2010. ISBN 978-3-86568-574-2.

## Diskografie
- „... mein Garten lechzt nach Ihnen“ – aus dem Briefwechsel von Max Liebermann und Alfred Lichtwark lesen Wolfgang Immenhausen und Niels-Peter Rudolph. SOLO, Berlin 2005 (Eichborn, Frankfurt a. M. [Vertrieb]). ISBN 978-3-92907-953-1.